# El incidente del Puente del Búho
El incidente del Puente del Búho es un cuento del escritor estadounidense y veterano de la Guerra de Secesión Ambrose Bierce. Descrita como "una de las historias más famosas y frecuentemente antologadas en la literatura estadounidense", fue publicada originalmente por The San Francisco Examiner el 13 de julio de 1890, recopilada por primera vez en el libro de Bierce Cuentos de soldados y civiles (Tales of Soldiers and Civilians) (1891), y poco después en la edición inglesa de esta antología bajo el título más neutral "In the Midst of Life" (En medio de la vida). La historia, que se desarrolla durante la Guerra de Secesión, es conocida por su secuencia de tiempo irregular y su final inesperado. El abandono por parte de Bierce de la narración lineal estricta en favor de los procesos mentales del protagonista es un ejemplo temprano del modo narrativo de la corriente de la conciencia.

## Trama
El marco exterior de la historia está estructurado de forma sencilla. Sin un texto expositivo, se describen en detalle desde la perspectiva de un observador no involucrado los preparativos de un comando de soldados de la Unión para la ejecución de un civil, un hombre  de unos treinta y cinco años, en ropa de cultivador y rasgos finos. El condenado está de pie, con las manos atadas y una soga alrededor del cuello, en un puente ferroviario de madera que se extiende sobre el Owl Creek; con los pies sobre un larguero suelto que se adentra en el río y caerá bajo el peso de su cuerpo si el soldado unionista que está en el otro extremo se hace a un lado. Mientras la mirada de Peyton Farquhar se pasea del larguero a un trozo de madera flotando en el agua, sus imágenes asociativas resumen todo el proceso que condujo a esta situación. Cierra los ojos y piensa en su esposa e hijos y luego es distraído por un ruido que, para él, suena como un sonido metálico insoportablemente fuerte, pero que es en realidad el tictac de su reloj, cuyos intervalos se alargan progresivamente. Abre los ojos y escucha el rumor del río. Piensa que si pudiera liberar sus manos atadas, podría saltar del puente, nadar a la orilla, internarse en el bosque e huir hasta llegar a casa. Mientras tanto, los soldados se preparan para el acto final.
En la segunda parte del cuento se narra de forma sucinta la situación previa a este acontecimiento. Peyton Farquhar es rico, dueño de una plantación y propietario de esclavos en Alabama. Es un ardiente secesionista, que se ha dedicado con cuerpo y alma a la causa de los estados del sur. Por causas que no se especifican, le ha sido imposible unirse al ejército confederado, lo cual ha frustrado sus deseos de alcanzar la gloria y distinguirse. La campaña nefasta en la cual quería participar, ha terminado con la caída de la ciudad de Corinth. Farquhar apoya con buena voluntad y pocos escrúpulos la causa federal. Una tarde, cuando el y su esposa descansan a la entrada de su casa, un soldado confederado vestido de gris se acerca a la puerta y les pide de beber. Farquhar se entera por él de que las tropas unionistas se han apoderado del puente ferroviario de Owl Creek y lo han reparado. Farquhar le pregunta que es lo que se podría hacer para contrarrestar la situación, y el soldado sugiere que se podría incendiar el puente con la madera arrastrada por el río, en caso de que se lograra evitar a los guardias. El soldado se retira, pero regresa después del anochecer para retornar al norte, de donde había venido. Se trata en realidad de un explorador de la Unión disfrazado, que le ha tendido una trampa a Farquhar, ya que cualquier civil descubierto interfiriendo con el funcionamiento de los ferrocarriles será ahorcado.
La narración retorna en la tercera parte al presente y describe como Farquhar, de improviso, se encuentra en el río, e intenta desesperadmente no ahogarse. La cuerda alrededor del cuello se ha roto y Farquhar ha caído del puente a la corriente. Libera sus manos y sube a la superficie. Con sus sentidos ahora muy agudizados, se sumerge y nada río abajo para evitar los disparos de rifles y cañones de los unionistas. Una vez que está fuera de alcance, abandona el río para emprender el viaje a su casa, a unos 50 km de distancia. Farquhar camina todo el día a través de un bosque aparentemente interminable. Está hambriento, fatigado y sus pies están heridos. Solo el pensar en su familia lo mantiene con vida. De noche descubre un camino rectilíneo y desconocido que parece acercarlo a su destino. Ve extrañas constelaciones y escucha voces susurradas en un idioma desconocido. Tiene fiebre y ya no siente sus pies. Parece haberse quedado aparentemente dormido mientras caminaba y se encuentra de pronto frente a la reja de su casa. Se apresura a abrazar a su esposa, pero antes de que pueda hacerlo, siente un fuerte golpe en la nuca, hay un fuerte ruido y un destello blanco, "y después absoluto silencio y oscuridad".
"Peyton Farquhar estaba muerto. Su cuerpo, con el cuello roto, se balanceaba de un lado a otro del Puente del Búho."

## Temas e interpretación
Según Manfred Durzak, Ambrose Bierce creó con el cuento no solo el "prototipo de una historia corta que despliega una totalidad de significado en un pequeño momento de comprensión", sino que también demostró con el "diseño de lo sorprendentemente impersonal", la fuerza destructiva racionalmente inexplicable de la guerra [ y una] clarividencia profética que apunta a los campos de batalla de la Primera y Segunda Guerra Mundial. "La actitud objetivadora de un narrador que está comprometido con la realidad, quien no solo reproduce los hechos de manera neutral desde la perspectiva de un testigo presencial, sino que también comenta con juicio, así como "la perspectiva [...] de los personajes, que reemplaza el tiempo cronológico objetivo con la experiencia subjetiva del protagonista" y presenta así un impactante además de fascinante visión del horror, fueron, según Durzak, "pioneras para el cuento en el tiempo posterior"; el horror ya no está atado a "un sistema de realidad preconcebido": se alienta al lector a involucrarse en una simpatía evaluativa.
El escritor Stephan Hermlin ve a Bierce en la gran línea narrativa de Edgar Allan Poe, Nathaniel Hawthorne, Herman Melville y Stephen Crane como, según escribe, "el cronista de un nuevo apocalipsis". En particular, lo que Hermlin enfatiza sobre el cuento es "la precisión de la escritura de un reportero" que parece estar orientada a la superficie del mundo exterior, pero describe esa realidad de una manera que crea una nueva visión de la misma. Hermlin resalta el "laconismo, la meticulosidad con la que establece acentos visuales y acústicos" de Bierce.
Ambrose Bierce se ocupó de la poética del cuento en estrecha concordancia con La filosofía de la composición de Edgar Allan Poe y enfatizó expresamente su superioridad artística sobre la novela. En el cuento, todo se trata de la concentración y estimulación de la imaginación del lector, pero no de la presentación prolongada, similar a un reportaje, de los contextos de la realidad como en la novela.

## Historias con estructura similar
Varios autores han explorado el dispositivo de la trama, que describe un largo período de tiempo subjetivo que pasa en un instante, como la experiencia imaginada de Farquhar mientras cae. Un antecedente literario temprano aparece en el cuento de la dinastía Tang, El gobernador de Nanke, de Li Gongzuo. Otro antecedente medieval son los Cuentos del conde Lucanor de Don Juan Manuel, Capítulo XII ( c. 1335), "De lo que aconteció a un deán de Santiago, con don Illán, el Mago, que vivía en Toledo", en el que una vida sucede en un instante. El ensayo de Charles Dickens "Una visita a Newgate", en el que un hombre sueña que ha escapado de su ejecución, se ha visto como una posible fuente de la historia.
La historia de Bierce destacó la idea del paso del tiempo subjetivo en el momento de la muerte y popularizó el dispositivo ficticio de la continuación narrativa falsa, que ha estado en amplia circulación desde entonces. Ejemplos notables de esta técnica de principios a mediados del siglo XX incluyen "The Door in the Wall" (1906) y " The Beautiful Suit " (1909) de HG Wells, "Details of a Sunset" de Vladimir Nabokov ( 1924), "El Aleph" (1930), "El milagro secreto"  y "El sur" (1949), de Jorge Luis Borges (1944), Pincher Martin de William Golding (1956),  así como "La isla al mediodía" de Julio Cortázar, y " De nueve a nueve" de Leo Perutz. La novela de Alexander Lernet-Holenia Der Baron Bagge (1936) comparte muchas similitudes con la historia de Bierce, incluido el escenario en medio de una guerra y el puente como símbolo del momento del paso de la vida a la muerte.
El cuento ha sido también considerado un precursor de la estructura de la historia de Hemingway "Las nieves del Kilimanjaro", que se publicó por primera vez en Esquire en agosto de 1936 y se cuenta narrativamente entre sus mejores obras. Al igual que la narración de Bierce, el cuento de Hemingway también trata sobre un hombre al borde de la muerte, que experimenta la salvación en su imaginación de manera tan realista y vívida que el lector tiene la impresión de que realmente sucedió. El cuento de Hemingway también comienza con la situación de la muerte cercana, luego retrocede para describir cómo llegó a devenir, anticipa luego el rescate imaginado, solo para terminar en estado de shock con la declaración objetiva de la muerte real.
"El nadador" es un cuento del autor estadounidense John Cheever, publicado originalmente en The New Yorker el 18 de julio de 1964, que en su trama donde el presente ficticio de un nadador deviene en una concientización de su pasado. La irrealidad de los procesos mentales del protagonistas se transforma paulatinamente en un descenso a los infiernos de un miembro de la clase pudiente americana.
El cuento de Tobias Wolff "Bullet in the Brain" (1995) revela el pasado del protagonista en la milésima de segundo después de recibir un disparo mortal. El cuento de John Shirley de 1999 "Ocurrencia en Owl Street Ridge", sobre un ama de casa deprimida, sigue el modelo de la historia de Bierce y éste juega un papel menor en él.

## Recepción
El cuento y Bierce en general recibieron poca atención por parte de la crítica literaria, aunque algunos de sus mejores cuentos aparecieron en las principales antologías. En la historia de la literatura sólo se vio durante mucho tiempo su dependencia de Edgar Allan Poe y su pesimismo; un examen más detallado de su breve prosa no tuvo lugar hasta el estallido de la Primera Guerra Mundial. El valor artístico del cuento solo ha sido reconocido gradualmente en los estudios y la crítica literaria desde la Primera Guerra Mundial; después de la Segunda Guerra Mundial, sin embargo, la prosa corta de Bierce experimentó un renacimiento.
El autor Kurt Vonnegut escribió en 2005: "Considero idiota a cualquiera que no haya leído el mejor cuento estadounidense, que es "El incidente del Puente del Búho", de Ambrose Bierce. No es ni remotamente político. Es un ejemplo impecable del genio estadounidense, como 'Sophisticated Lady' de Duke Ellington o la estufa Franklin ".

## Detalles anexos
Ambrose Bierce se ofreció como voluntario en el ejército unionista después de asistir a la escuela militar al estallar la Guerra Civil. Participó en las operaciones en Virginia Occidental (1861), estuvo presente en la Batalla de Philippi (la primera acción terrestre organizada de la guerra) y llamó la atención de los periódicos por su audaz rescate, bajo fuego, de un compañero gravemente herido en la Batalla de Montaña Rica. Bierce luchó en la Batalla de Shiloh (abril de 1862), una experiencia aterradora que se convirtió en la fuente de varios cuentos y las memorias "Lo que vi de Shiloh".
Después de retirarse del servicio militar, trabajó como autónomo en periódicos de San Francisco. Al igual que Mark Twain y Bret Harte, que alcanzaron fama y prestigio con su nueva literatura “occidental”, especialmente en Inglaterra, Ambrose Bierce también probó suerte allí, pero sin éxito. Así que regresó a Estados Unidos, donde volvió a trabajar como periodista y columnista.
La guerra siguió siendo el tema más importante de su obra literaria y periodística hasta el final de su vida. Bierce escribió de manera realista sobre las cosas terribles que había visto en la guerra. Su ciclo sombríamente realista de 25 historias de guerra ha sido llamado "el mayor documento contra la guerra en la literatura estadounidense". Su misteriosa muerte también está relacionada con esto: Bierce desapareció en México en 1914, donde se suponía que estaba informando sobre conflictos armados con insurgentes.
Bierce estaba bastante familiarizado con el tema de la muerte por ahorcamiento. No sólo como veterano de guerra, sino también en su función de periodista y reportero, él mismo observó la ejecución de numerosas sentencias de muerte en la horca y las trató críticamente varias veces en su columna "Parloteo", que publicó semanalmente desde 1877 hasta 1906.
En artículos y columnas polémicos, Bierce también abordó temas socialmente críticos y reprendió el vicio y la corrupción al comienzo del capitalismo en los Estados Unidos. Al hacerlo, expresó una actitud desilusionada y cínica arraigada en un rechazo profundo y culturalmente pesimista de la sociedad estadounidense posterior a la Guerra Civil.

## Adaptaciones
Se han producido varias adaptaciones de la obra.

### Películas, televisión y vídeos.
- The Spy (también estrenada como The Bridge ) es una adaptación cinematográfica muda de la historia, dirigida en 1929 por Charles Vidor.[29]
- Una versión televisiva de la historia dirigida por Robert Stevenson y protagonizada por el actor británico Ronald Howard fue transmitida en 1959 durante la quinta temporada de la serie de antología televisiva Alfred Hitchcock Presents.[30]
- La película Carnival of Souls, de 1962, se basa en el cuento de Bierce en lo que refiere al curso de la acción.
- La rivière du hibou ("El río Owl", conocido en inglés como An Occurrence at Owl Creek Bridge ), una versión francesa dirigida por Robert Enrico y producida por Marcel Ichac y Paul de Roubaix, que se estrenó en 1963.[31] La película ganó el premio al Mejor Cortometraje en el Festival de Cine de Cannes de 1962 y el Premio de la Academia de 1963 al Cortometraje de Acción Real.[32][33][34] En 1964, La rivière du hibou se emitió en la televisión estadounidense como un episodio de la serie de antología The Twilight Zone.
- El cortometraje de Robert Enrico fue una inspiración particularmente fuerte para la película de 1990 La escalera de Jacob, tanto para Bruce Joel Rubin como para el director Adrian Lyne[35] Fue también una de las películas favoritas de Lyne.[36]
- El nadador (1968) es una película basada en el cuento homónimo de John Cheever (véase arriba "Historias con estructura similar"), dirigida por Frank Perry.[37]
- Brasil de Terry Gilliam (1985) recrea en la mente del protagonista la exitosa fuga con su amada, cuando en realidad está siendo torturado.[38]
- La película Identity (2003) también acontece en gran medida en la mente de un personaje,[39] al igual que el videojuego de 2014 The Vanishing of Ethan Carter.
- En la película de 2005 Stay (con Ewan McGregor, Naomi Watts y Ryan Gosling, dirigida por Marc Forster, escrita por David Benioff ) toda la historia tiene lugar en la mente de un personaje después de un trágico accidente.
- En 2006, se lanzó el DVD Ambrose Bierce: Civil War Stories, que contiene adaptaciones de tres de los cuentos de Ambrose Bierce, entre ellos "El incidente del Puente del Búho", dirigido por Brian James Egan. El DVD también contiene una versión extendida de la historia, con más antecedentes y detalles que la incluida en la trilogía.[40]
- Owl Creek Bridge, un cortometraje de 2008 del director John Giwa-Amu, ganó el premio BAFTA Cymru al mejor cortometraje. La historia fue adaptada para seguir los últimos días de Khalid, un joven que es atrapado por una pandilla de jóvenes racistas.[41]
- "An Incident at Owl Creek" fue un episodio de 2010 de la serie de televisión American Dad.
- Un episodio de la serie de televisión británica Black Mirror siguió una trama similar. En el episodio "Playtest", Cooper prueba un videojuego revolucionario que lo lleva a confundir el juego con la realidad. Al igual que el protagonista de Bierce, al final se revela que toda la secuencia de eventos ha tenido lugar en el breve lapso de su muerte.
- El video musical de Babybird de 2010 "Unloveable", dirigido por Johnny Depp, vuelve a contar la historia del puente Owl Creek.
- El video musical "Colours" de Grouplove de 2011 también vuelve a contar la historia del puente Owl Creek.
- Un cortometraje de 2013, The Exit Room, protagonizado por Christopher Abbott como periodista en un Estados Unidos devastado por la guerra en 2021, se basa en la historia.[42]
- En el video musical de Jon Bon Jovi para la canción de 1990 "Dyin 'Ain't Much Of A Livin'", la historia del puente Owl Creek se usa como tema.
- Entre los trabajos más recientes, las últimas películas de David Lynch se han comparado con "An Ocurrence at Owl Creek Bridge", aunque también se han interpretado como historias de tiras de Möbius.[43][44]

### Radio
- En 1936, la serie de radio The Columbia Workshop transmitió una adaptación de "An Ocurrence at Owl Creek Bridge".[45]
- La primera adaptación de guion de William N. Robson se transmitió en Escape el 10 de diciembre de 1947, protagonizada por Harry Bartell como Peyton Farquhar.[46]
- Suspense emitió tres versiones diferentes, todas con guiones ligeramente diferentes de William N. Robson:
  - 9 de diciembre de 1956, protagonizada por Victor Jory como Farquhar,
  - 15 de diciembre de 1957, protagonizada por Joseph Cotten como Farquhar,
  - 9 de julio de 1959, protagonizada por Vincent Price como Farquhar.[47]
- CBS Radio Mystery Theatre transmitió una adaptación de Sam Dann el 4 de junio de 1974 (repetida el 24 de agosto de 1974 y el 15 de septiembre de 1979) protagonizada por William Prince.[48]
- Winifred Phillips narró y compuso música original para una versión abreviada de la historia de la serie de radio Tales by American Masters, producida por Winnie Waldron el 29 de mayo de 2001.
- The Twilight Zone Radio Dramas (2002) transmitió una adaptación de la historia de MJ Eliot dirigida por JoBe Cerny, protagonizada por Christian Stolte como Farquhar y con Stacy Keach como narradora.[49]

### Otras
- El número 23 de la revista de cómics Eerie, publicado en septiembre de 1969 por Warren Publishing, contenía una adaptación de la historia.
- La compositora escocesa Thea Musgrave compuso una ópera en un acto, An Occurrence at Owl Street Bridge, que fue transmitida por la BBC en 1981. Fue interpretada por el barítono Jake Gardner y la London Sinfonietta dirigida por el compositor, con papeles hablados de Ed Bishop, Gayle Hunnicutt y David Healy. Esta transmisión fue lanzada por NMC Records en CD (NMCD 167) en 2011.
- An Occurrence Remembered, una versión teatral de An Occurrence At Owl Creek Bridge y Chickamauga de Bierce, se estrenó en el otoño de 2001 en la ciudad de Nueva York bajo la dirección de Lorin Morgan-Richards y la coreógrafa principal Nicole Cavaliere.[50]

## Influencia
- En Star Trek: Deep Space Nine, temporada 4, episodio 19, " Hard Time " (1996), el jefe O'Brien pasa veinte años en una prisión alienígena, después de lo cual regresa a la realidad solo para darse cuenta de que no había prisión, ni tiempo había pasado.
- En Star Trek: The Next Generation, temporada 5, episodio 25, " The Inner Light " (1992), Jean Luc Picard es golpeado con un rayo de energía de un objeto desconocido que flota en el espacio y queda inconsciente. Se despierta en un mundo diferente y vive durante décadas como parte de otra sociedad mientras su planeta atraviesa sequía y calor. Antes de que despierte, se le dice que su sol finalmente se convirtió en supernova matando a todos y que ha estado viviendo este sueño para poder difundir la palabra de su civilización a otros. Picard luego se despierta a bordo del Enterprise y solo han pasado 25 minutos.
- En The Outer Limits, temporada 2, episodio 22, " The Sentence " (1996), el Dr. Jack Henson, interpretado por David Hyde-Pierce, inventa una máquina virtual con la que los presos condenados a cadena perpetua pueden experimentar la sentencia completa en la mente, después de lo cual son devueltos a la realidad con solo unas horas de haber pasado. Cuando el Dr. Henson causa accidentalmente la muerte de uno de esos prisioneros en el proceso, él mismo es sentenciado a prisión por homicidio involuntario. Después de cumplir su condena, regresa a la realidad solo para descubrir que nunca fue a prisión y que no había pasado el tiempo. El accidente en cuestión realmente se estaba conectando a su propia máquina.
- La trama de la obra de radio "Present Tense", escrita por James Poe, protagonizada por Vincent Price y transmitida por Escape el 31 de enero de 1950, tiene similitudes con An Occurrence at Owl Creek Bridge. Se utilizó el mismo guion (con Price nuevamente como protagonista) en Suspense el 3 de marzo de 1957.[51]
- La película Brasil de 1985 tiene un acto final similar.[52]
- La decimocuarta pista del álbum homónimo de 1997 de Bressa Creeting Cake se titula "Peyton Farquhar".
- La banda de heavy metal Deceased volvió a contar la historia en la canción "The Hanging Soldier" en su álbum Supernatural Addiction de 2000.
- Adam Young ha dicho que esta historia fue la inspiración para el nombre de su proyecto musical electrónico de 2007, Owl City.[53]
- The Escapist es una película de 2008 dirigida por Rupert Wyatt. En una entrevista con Trevor Groth, Wyatt dijo: "La estructura de la trama de la película se inspiró en un conocido cuento escrito en el siglo XIX por Ambrose Bierce llamado 'An Occurrence at Owl Creek Bridge'". En la escena final, Frank Perry visita la celda de Rizza, trae el libro y dice que debe haberlo leído una docena de veces.
- En Los Simpson, temporada 25, episodio 6, " The Kid Is All Right " (2013), el discurso de campaña de Lisa Simpson se interrumpe cuando nota la sombra de una soga alrededor de su cuello, explicada por el Sr. Largo como apoyo. para la producción de la escuela de "An Ocurrence at Owl Creek Bridge".
- En el episodio de Boardwalk Empire "Farewell Daddy Blues" (2013), Richard Harrow alucina un largo viaje a casa con su familia antes de que se revele su muerte.[54]
- En una entrevista con Afterbuzz, el escritor y creador de Teen Wolf, Jeff Davis, dijo que la secuencia final del final de la temporada 3 (2014) se inspiró en "An Occurrence at Owl Creek Bridge".
- La canción Mendokusai del álbum Hope Fading Nightly de Tellison de 2015 presenta el estribillo "Todos tenemos el cuello roto, balanceándonos desde las vigas del puente Owl Creek".
- En Scrubs, el episodio "My Occurrence" tiene una estructura de trama similar, donde el personaje principal JD cree que se cometió un error administrativo con su paciente Ben. JD pasa todo el episodio tratando de corregirlo, solo para darse cuenta al final de que todo esto era una fantasía para evitar la realidad de que a Ben le habían diagnosticado leucemia. El título del episodio también es una referencia a la historia.
- La película Ghosts of War (película de 2020) trata sobre un grupo de soldados que se encuentran en un bucle temporal. En una escena, uno de los personajes principales les cuenta brevemente a sus compañeros soldados sobre "Un suceso en el puente Owl Creek", lo que implica que pueden estar pasando por una situación similar. Más tarde se revela que, de hecho, son parte de un experimento y que toda la situación tiene lugar en sus mentes.
- El nudo del ahorcado roto y el tropo del viajero perdido figuran en la trama de la película From Dusk Till Dawn 3: The Hangman's Daughter en la que Ambrose Bierce es un personaje.